# Ammothea victoriae
Ammothea victoriae là một loài nhện biển trong họ Ammotheidae. Loài này thuộc chi Ammothea. Ammothea victoriae được miêu tả khoa học năm 2007 bởi Cano & López-González.